# Torben Ulsø Olsen
Torben Ulsø Olsen (Næstved, 27 de junio de 1960) es un jinete danés que compitió en la modalidad de doma.
Ganó dos medallas de plata en el Campeonato Europeo de Doma, en los años 1983 y 1985. Participó en los Juegos Olímpicos de Los Ángeles 1984, ocupando el quinto lugar en la prueba por equipos.

## Palmarés internacional
| Campeonato Europeo | Campeonato Europeo     | Campeonato Europeo | Campeonato Europeo |
| Año                | Lugar                  | Medalla            | Categoría          |
| ------------------ | ---------------------- | ------------------ | ------------------ |
| 1983               | Aquisgrán (RFA)        | Medalla de plata   | Por equipos        |
| 1985               | Copenhague (Dinamarca) | Medalla de plata   | Por equipos        |